# Ana Dizon
Ana Dizon es una cantante de Filipinas, una de las voces femeninas también conocidas en su país de origen. Sus álbumes discográficos han contado con el apoyo bajo el sello de BMG Records Pilipinas.

## Discografía
- "Ang Akala Ko"
- "Bakit Nagagawa Mo Pa"
- "Come & Take My Hand"
- "Dama Ko Sa'yong Halik"
- "Di Magbabago"
- "For You"
- "Hanggang Saan"
- "I'm In Love Again"
- "Ikaw Pa Rin Sa Puso Ko"
- "Ina"
- "Lagi Sa Aking Panaginip"
- "Nais Ko"